# Кельтський камінь
Ке́льтський ка́мінь — дзиґа, що при обертанні у певному напрямку здатна змінювати напрям обертання на протилежний без стороннього втручання.
При розкручуванні в одну сторону він поводиться як звичайна дзига, але при розкручуванні в протилежну сторону деякий час обертається зі зменшенням кутової швидкості і збільшенням коливань, а потім починає обертатися у зворотний бік.